# Archaeophis
Archaeophis is een geslacht van uitgestorven zeeslangen binnen de familie Palaeophiidae. Het leefde tijdens het Vroeg-Eoceen, tijdens het Laat-Ieper, ongeveer tussen 50,5 en 48,5  miljoen jaar geleden. 
Versteende overblijfselen van de typesoort Archaeophis proavus zijn in 1850 voor de verzameling van markies Ottavio di Canossa opgegraven op de beroemde historische fossielenplaats van de Monte Bolca-formatie in de buurt van Verona in Italië. De soort werd in 1859 benoemd door Abramo Bartolommeo Massalongo. De geslachtsnaam betekent 'oude slang'. De soortaanduiding betekent 'voorouder'.
Het holotype is ZMBP MB 1902. 1357. Het bestaat uit een vrijwel volledig skelet dat ook huidafdrukken bewaart.
De lichaamslengte is geschat op 955 tot 980 millimeter. Er zijn 565 wervels aanwezig.
In 1963 benoemde Tatarinow een tweede soort: Archaeophis turkmenicus. Het holotype is PIAN 2030/1, een reeks van vier wervels begin jaren zestig door P.G. Danilstjenko gevonden in het zuidwesten van Toerkmenistan.